# Poul Henningsen
Poul Henningsen (Ordrup, 9 settembre 1894 – Copenaghen, 31 gennaio 1967) è stato un architetto e designer danese.
Oltre che architetto, si è distinto come poeta, compositore, editore, scrittore, giornalista e critico d'arte (ha contribuito alle riviste Klingens, Politikens, Extra Bladet, diretto Kritisk Revy e fondato PH Revy). Henningsen, fumatore accanito, radicale di sinistra, che parlava lo slang di Copenaghen, conosciuto ad amici e avversari con la sigla PH, fu la voce intellettuale della Danimarca.

## Biografia
Figlio di Agnes Henningsen e Carl Ewarld, tra il 1911 e il 1914 studiò scienze delle costruzioni alla Tekniske Højskole di Copenaghen e architettura tra il 1914 e il 1917 al Polyteknisk Læreanstalt, dove disegnò il suo primo candeliere per un progetto di interni senza però sostenere l'esame finale.
In seguito si dedicò al giornalismo per 8 anni scrivendo come critico per la rivista d'arte Klingen e per quotidiani come Politiken ed Extra bladet.
Nel 1919 disegnò un orinatoio come spazio pubblicitario per la fabbrica di birra Carlsberg (per cui progettò anche un candeliere), presentato nel 1925 all'Exposition internationale des Arts Décoratifs et industriels modernes di Parigi, insieme alle lampade della serie PH estranee alla linea estetica ispirata al classicismo presente negli altri oggetti esposti nel padiglione danese, che confermarono lo spirito di provocazione dell'architetto che con i suoi prodotti voleva riformare l'immagine della città moderna. 
La sua carriera di giornalista continua dal 1926 al 1928 quando diventa direttore della rivista Kritisk Revy.
La sua produzione artistica però fu indissolubilmente legata ai suoi studi sull'illuminazione e al progetto delle lampade per interni.
Poul henningsen muore nel 1967 lasciando oltre 100 disegni di lampade, molte delle quali sono state realizzate proprio dopo la sua morte.

## Le lampade

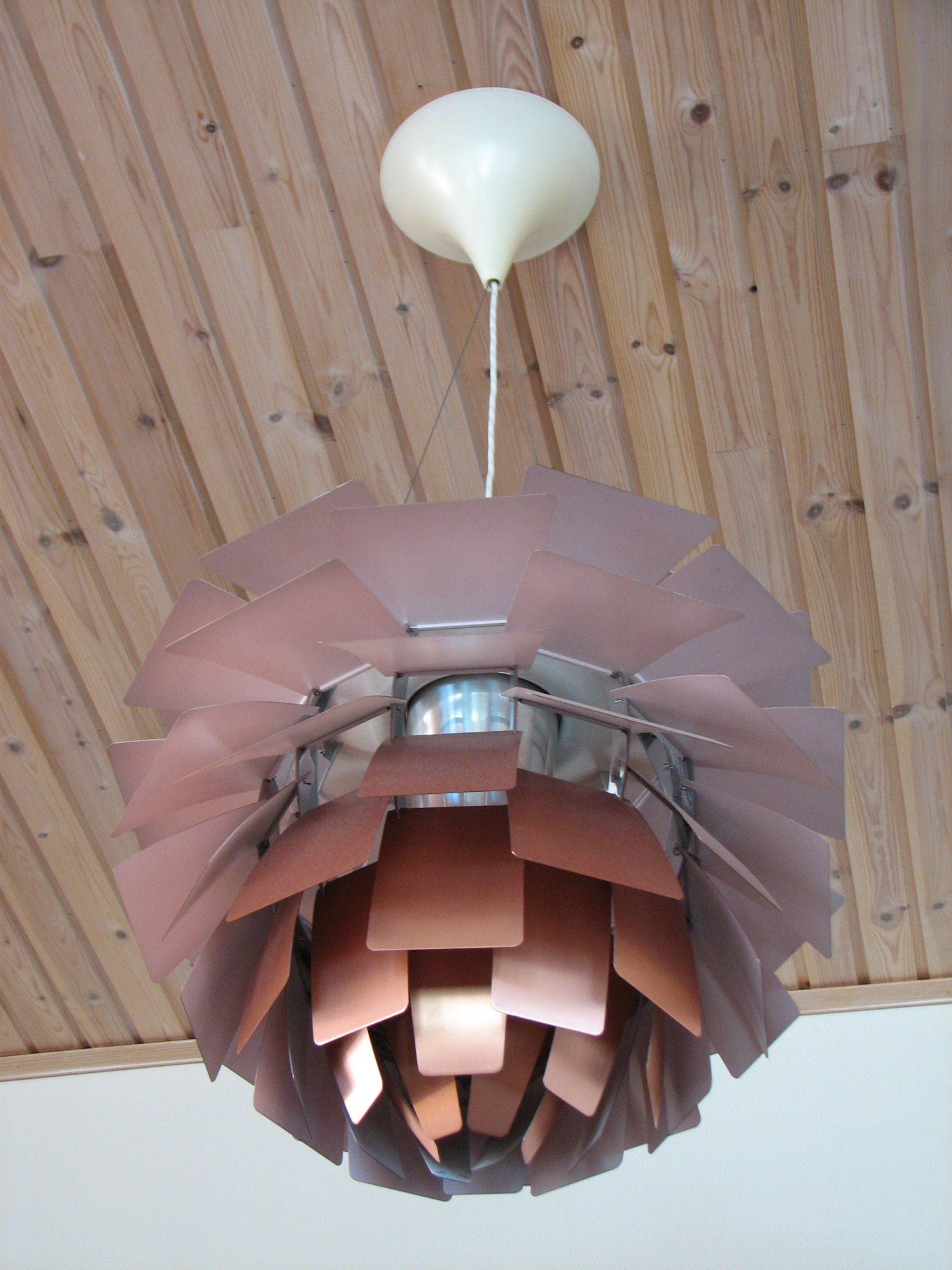
La lampada PH Artichoke (1958)

Poul Henningsen attraversando in tram Copenaghen e facendo attenzione agli interni delle case osservò: "L'arredo, i tappeti, lo stile di una abitazione sono nulla a confronto con l'importanza del posizionamento della luce. L'illuminazione non costa molto, ma richiede cultura". La sua opera si basò proprio sulla ricerca di una luce armoniosa, diffusa come quella naturale, adatta all'abitare moderno.
Le lampade erano ideate per la produzione di massa, concepite come una famiglia di prodotti adatti a qualsiasi esigenza specifica: dal locale da ballo al campo da tennis, dalla chiesa al parco divertimenti. Artichoke, disegnata solo nel 1958 come sintesi formale della sua opera, della sua ricerca e dei principi del funzionalismo organico, fu uno degli oggetti del design moderno danese più esportato in Europa e uno dei rari casi in cui i principi del funzionalismo sono stati realizzati punto per punto. Le lampade di Henningsen riscossero successo sulle pagine di Licht und Beleuchtung, testo di consultazione degli architetti del Deutschen Werkbund sull'illuminazione.
Henningsen nel 1922 progettò un sistema di illuminazione consistente in una sfera con anelli planari riflettenti, esposto alla Esposizione Autunnale degli Artisti, disegnando il fanale riflettente Slotsholern per il dipartimento di illuminazione del Municipio di Copenaghen.
La prima lampada multischermo fu disegnata da Poul Henningsen nel 1924, ma la sua ricerca sui materiali era già cominciata nel 1921 con il progetto di numerose lampade in rame e vetro, variando innumerevoli volte il principio della luce diffusa indiretta. I corpi luminosi dell'architetto sono macchine per ottenere il massimo di luce riflessa, grazie al sistema di schermi incastrati gli uni agli altri, tali da far arrivare la luce là dove necessaria, impedendo allo stesso tempo l'abbagliamento. Questi principi furono applicati a diverse situazioni e perfezionate fino all'imponente Kogelen (pigna) o Artichoke (1958), nella quale grazie alla struttura complessa di foglie che si sovrappongono, la luce si distribuisce sulla più ampia superficie possibile. Inoltre in questa lampada la luce è resa calda dalla superficie opaca color rame delle foglie.
Dal 1925 iniziò la sua collaborazione con la fabbrica di lampade di Louis Poulsen. L'azienda aveva acquistato importanza nel 1892 quando allestì la prima centrale elettrica di Copenaghen, trasformandosi da rivendita di vini in negozio all'ingrosso di materiale elettrico. Successivamente grazie alla collaborazione di Henningsen (iniziata nel 1925) divenne una fabbrica di lampade, diventando esponente di punta del design minimalista danese. Al Salone del Mobile 2009 l'azienda italiana Targetti ha annunciato l'acquisizione della Poulsen. Fu proprio con la Poulsen che lavorò nella progettazione delle lampade per la sezione danese all'Exposition des Art Décoratifs di Parigi. Le lampade a sospensione del Systeme PH, grazie alle quali l'architetto fu premiato con la medaglia d'oro e Poulsen con la medaglia d'argento come produttore, furono presentate in sei tipi, con dieci varianti. Un imprevisto spianò la strada alla ricerca sulle lampade a luce diffusa indiretta: durante l'allestimento si rese necessario aumentare l'illuminazione della sala principale del padiglione. L'intervento consisteva nel progettare altri quattro corpi luminosi da realizzare in loco e in tempi brevi. A modello ci sarebbero potute essere le lampade già realizzate in alpacca ma dato che risultavano abbagliare oltre misura, fu necessario sperimentare un materiale leggero e a riflessione diffusa che consistette in un tessuto con una trama di filo metallico.
Le lampade PH presentarono un progresso sia sul piano tecnico, basandosi su analisi scientifiche che tengono conto delle curve di distribuzione e riflessione, che su quello sociale, contribuendo a migliorare il sistema di illuminazione e le condizioni di vita della popolazione, essendo economicamente accessibili a tutti.

## Contributo culturale
Henningsen ha vissuto e lavorato in Danimarca, nell'ambito culturale e artistico della Scandinavia, incarnando la contrapposizione tra artigianato di alto livello e design industriale. Il designer si fece portavoce delle correnti d'opposizione estetica, rinfacciando ai suoi avversari il fatto che rimanessero ancora "irrisolti tutti i problemi della modernità”. e sue lampade rappresentano la sua presa di distanza dalla tradizione preindustriale scandinava (criticando la prima linea estetica della Bang & Olufsen).
Henningsen, insieme ad Alvar Aalto, contribuì alla diffusione del funzionalismo in Scandinavia: all'Esposizione di Stoccolma del 1930 erano già presenti esempi di funzionalismo, ma i principi della Bauhaus si affermarono solo nel dopoguerra.
Fu dagli anni quaranta che la Danimarca iniziò a esportare notevolmente i propri prodotti, condizione creatasi grazie anche alle norme fissate per la pubblicità e la distribuzione, alle esposizioni nazionali in cui venivano ammessi solo prodotti selezionati da speciali commissioni che ne giudicavano la qualità. In questo periodo i governi socialdemocratici, come quello svedese di Tage Erlander, sostennero programmi di educazione e sensibilizzazione della popolazione ai principi dell'abitare moderno, in collaborazione delle cooperative di consumo. Lo stesso Henningsen pubblicò la prima rivista in difesa del consumatore, cercando di stimolare i colleghi più giovani ad assumere posizioni critiche, secondo il suo motto: “la disunione fa la forza”.